# Aquane an ignis utilior
Aquane an ignis utilior (in greco antico: Πότερον ὕδωρ ὴ πῦρ χρησιμότερον?) è un'opera letteraria attribuita a Plutarco, catalogata all'interno dei Moralia, strutturata come una orazione.

## Struttura
L'operetta è estremamente mal conservata nella traduzione manoscritta, oltre al fatto che si nutrono seri dubbi sulla sua autenticità. Inoltre, essa appare completamente differente da qualsiasi altro scritto di Plutarco per terminologia, disposizione delle parole e sintassi.
Peraltro, nel testo, manca qualsiasi riferimento che consenta di avanzare una datazione della sua stesura.